# Druskininkai

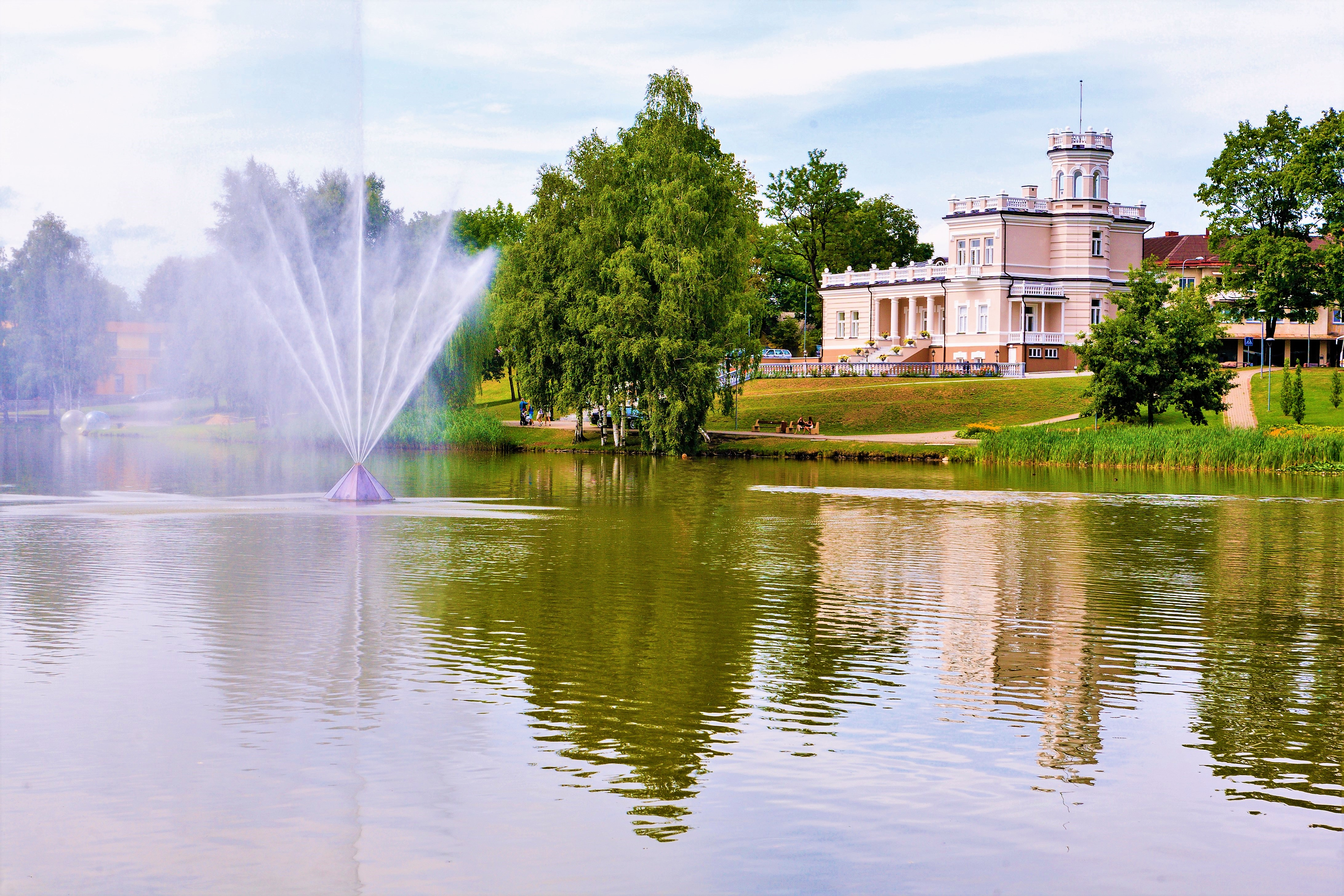
Druskonissjön i Druskininkai.

Druskininkai (polska: Druskieniki) är en litauisk stad känd framför allt som kurort. Den ligger i landets sydligaste del. Utanför staden finns Grūtasparken.
Druska betyder salt på litauiska.

## Vänorter
Druskininkai har följande vänorter:
- Augustów, Polen
- Dzerzjinsk, Ryssland
- Elbląg, Polen
- Hrodna, Vitryssland
- Kolpino, Ryssland
- Strzelce Opolskie, Polen
- Suwałki, Polen
- Ystad, Ystads kommun, Sverige[2] [3]